# Urbano Noris
Urbano Noris est une municipalité de Cuba dans la province de Holguín. Son chef-lieu est San Germán.

## Géographie

### Situation
Urbano Noris se trouve dans le sud-est de l'île de Cuba, dans le sud de la province de Holguín et dans le nord-est de la plaine du río Cauto. 
Par la route elle se trouve à 
769 km sud-est de La Havane, 
38 km sud-sud-est de sa capitale de province Holguín, et 
110 km au nord-ouest de Santiago de Cuba, la principale ville du sud de l'île.

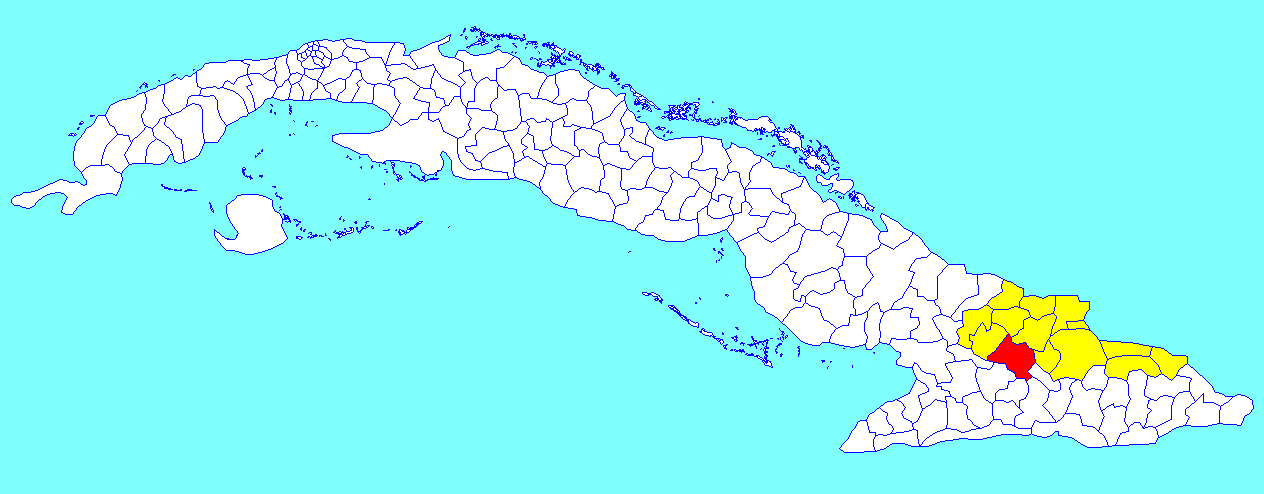
Municipalité d'Urbano Noris dans la province de Granma

### Divisions administratives
Urbano Noris a dix consejos populares :
- Urbano Norte
- Urbano Este
- Urbano Sur
- San Francisco
- La Cuchilla
- El Níspero
- Indio Uno
- Las 40
- Guillermo Espinosa
- La Camilo

## Population
En 2022 la population de la municipalité est estimée à 38 097 habitants. Pour une surface de 770,1 km2, la densité est de 49,47 habitants/km².